# 弯齿线虫科
弯齿线虫科（学名：Aponchiidae）为链环目的一个科。

## 下级分类
本科包括以下属：
- 弯齿线虫属 Aponchium Cobb, 1920
- Metalaimoides
- 联丝线虫属 Synonema Cobb, 1920